# Madison Freeze
Madison Freeze war ein kurzlebiges US-amerikanisches Frauenfußball-Franchise mit Sitz in der Stadt Madison im Bundesstaat Wisconsin.

## Geschichte
Das Franchise startete in der Saison 1996 in den Spielbetrieb der zweitklassigen W-League und Schloss dort ihre erste Saison mit nur sechs Punkten auf dem sechsten Platz der Central Region ab. In der Folgesaison 1997 gelang mit nur drei Punkten erneut nur der sechste Platz in der Midwest Division. Nach dieser Spielzeit löste sich das Franchise dann auch auf.